# Hedycarya aragoensis
Hedycarya aragoensis är en tvåhjärtbladig växtart som beskrevs av J. Jeremie. Hedycarya aragoensis ingår i släktet Hedycarya och familjen Monimiaceae. Inga underarter finns listade i Catalogue of Life.